# اسکندریه قفقاز

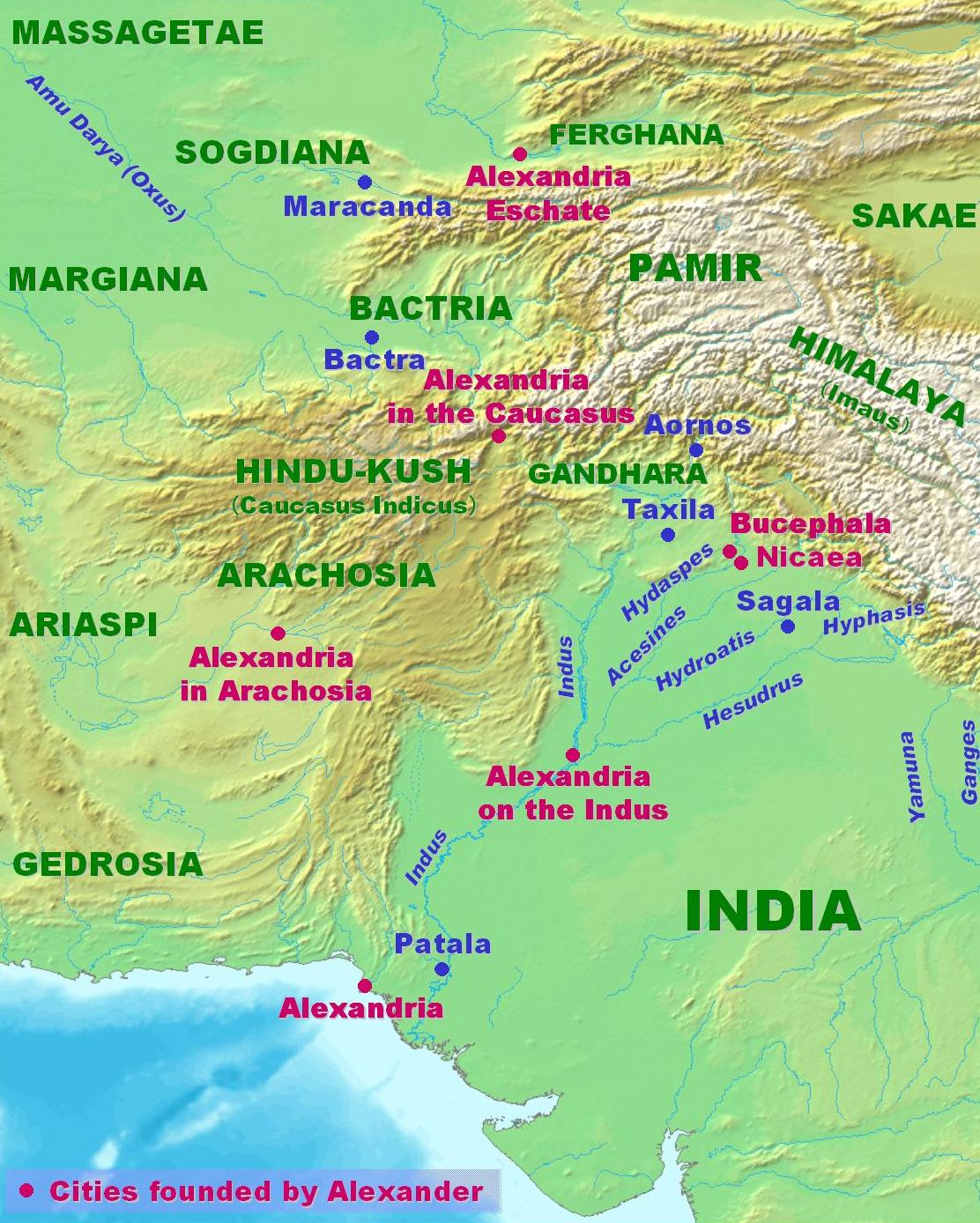
شهرهای بنیان‌گذاری شده توسط اسکندر در مرکز و جنوب آسیا با رنگ بنفش نمایش داده شده‌اند

اسکندریه قفقاز (به یونانی: Αλεξάνδρεια στον Καύκασο) (در قدیم کاپیسا، امروزه بگرام) یکی از مستعمرات یونانی معروف به اسکندریه‌ها بود که توسط اسکندر در جنوب کوه‌های هندوکش در پاروپامیز بنیان نهاده شد.
این شهر از آن جهت اسکندریه قفقاز خوانده می‌شود که در متون قدیمی کوه‌های هندوکش با نام قفقاز هم شناخته می‌شدند.

## دوران اسکندر
اسکندر بر خرابه‌های دژی که در زمان کوروش در پای کوه‌های هندوکش ایجاد شده بود شهری جدید را بنا نهاد. پاره‌ای از منابع می‌گویند اسکندر ۷،۰۰۰ مقدونی، ۳،۰۰۰ مزدور و هزاران بومی را در آنجا سکنی داد اما روایت دیگر آن است که ۷،۰۰۰ بومی به همراه چند هزار یونانی در این شهر به دستور اسکندر ساکن شدند. الهه این شهر با توجه به سکه‌های اوکراتید یکم از دولت یونانی بلخ زئوس بوده است.

## پایتخت پادشاهی یونانی هندی

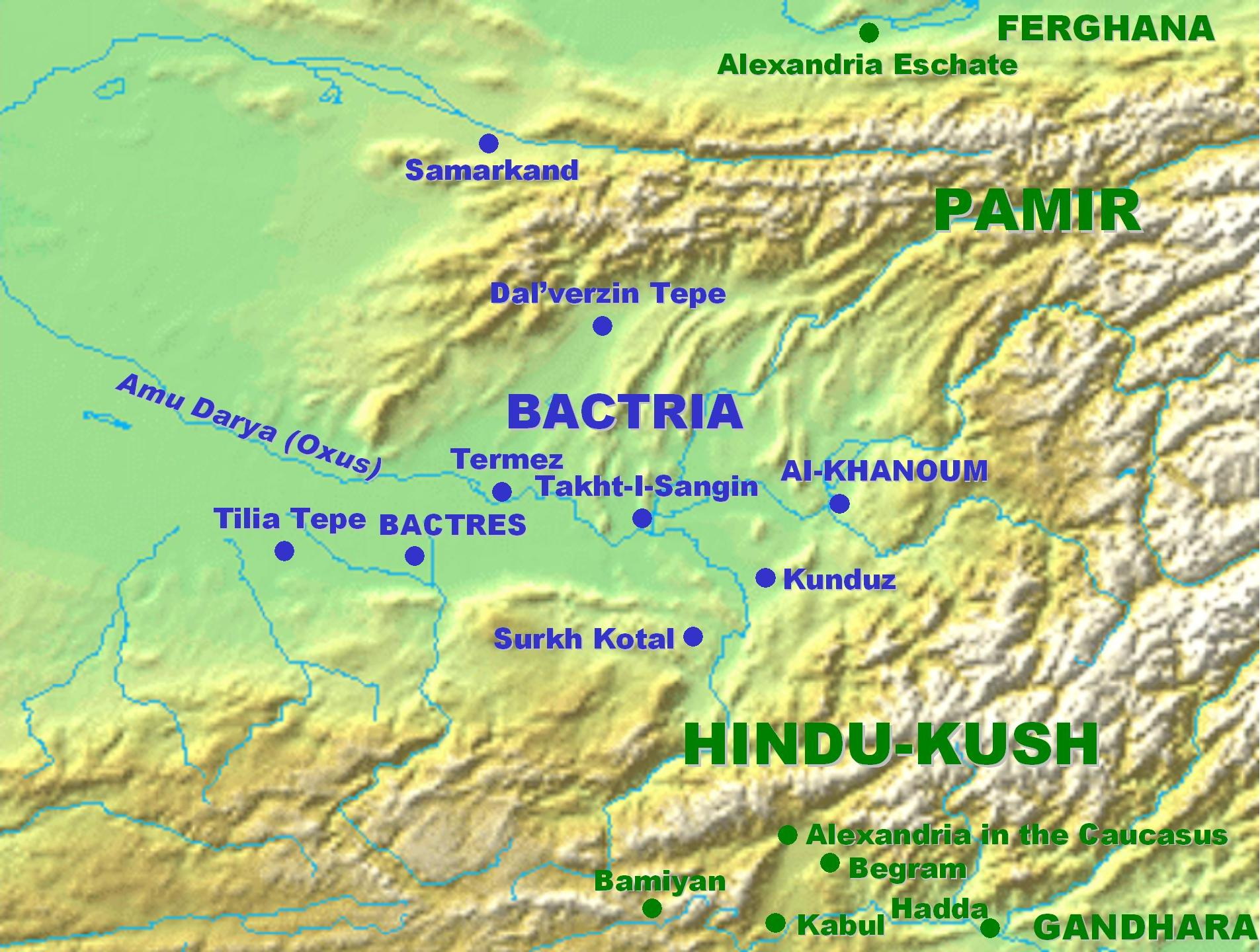
اسکندریه قفقاز در جنوب باختر (بلخ) در کوه‌های هندوکش واقع شده است.

اسکندریه قفقاز از سال ۱۸۰ قبل از میلاد تا سال ۱۰ میلادی پایتخت پادشاهی یونانی هندی بود.
در زمان مناندر اول بوداییسم در این شهر رونق بسیار گرفت و تعدادی از یونیان به عالمان بودایی معروف تبدیل گشتند که شواهد حضور و سفر آن‌ها به سریلانکا در کتاب ماهاوامسا وجود دارد.

## تحقیقات باستان شناسی
اولین شواهد از این شهر گمشده شامل تعدادی سکه و حلقه و مهر را جهانگرد و محققی به نام چارلز میسون در میانه سده ۱۹ میلادی کشف کرد. در سال ۱۹۳۰ باستان شناس شهیر رومن گیرشمن یک عملیات حفاری را در بگرام آغاز کرد که منجر به کشف ظروف شیشه‌ای مصری و سوری، مجسمه‌های مختلف برنزی و عاج‌کاری شده گشت.
امروزه باقی مانده‌های شهر در یک تل مستطیل شکل به ابعاد ۵۰۰ در ۲۰۰ متر و یک دژ مدور در ۳ کیلومتری شمال شرق میدان هوایی بگرام قرار گرفته است.

## نگارخانه

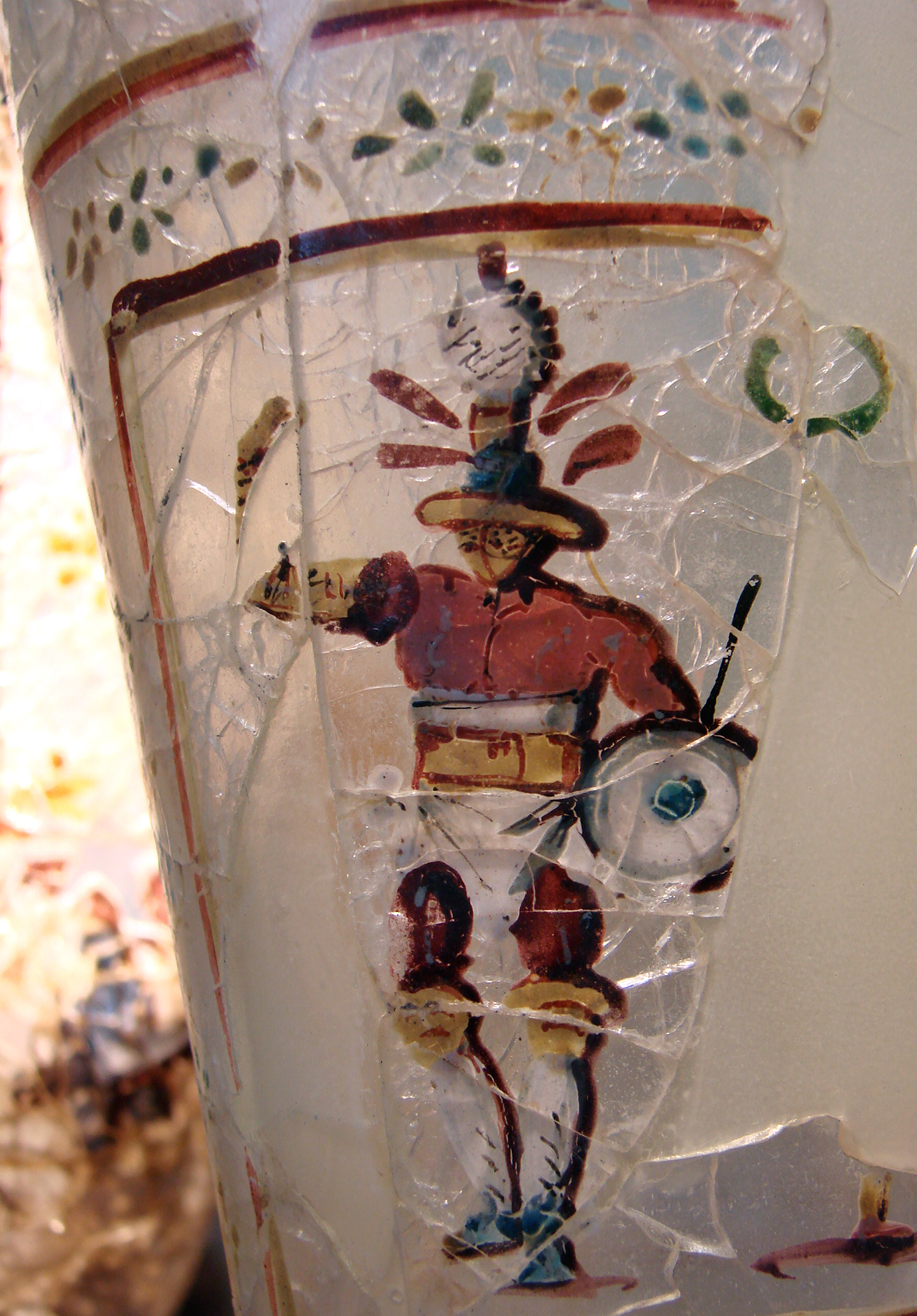
Begram Guimet
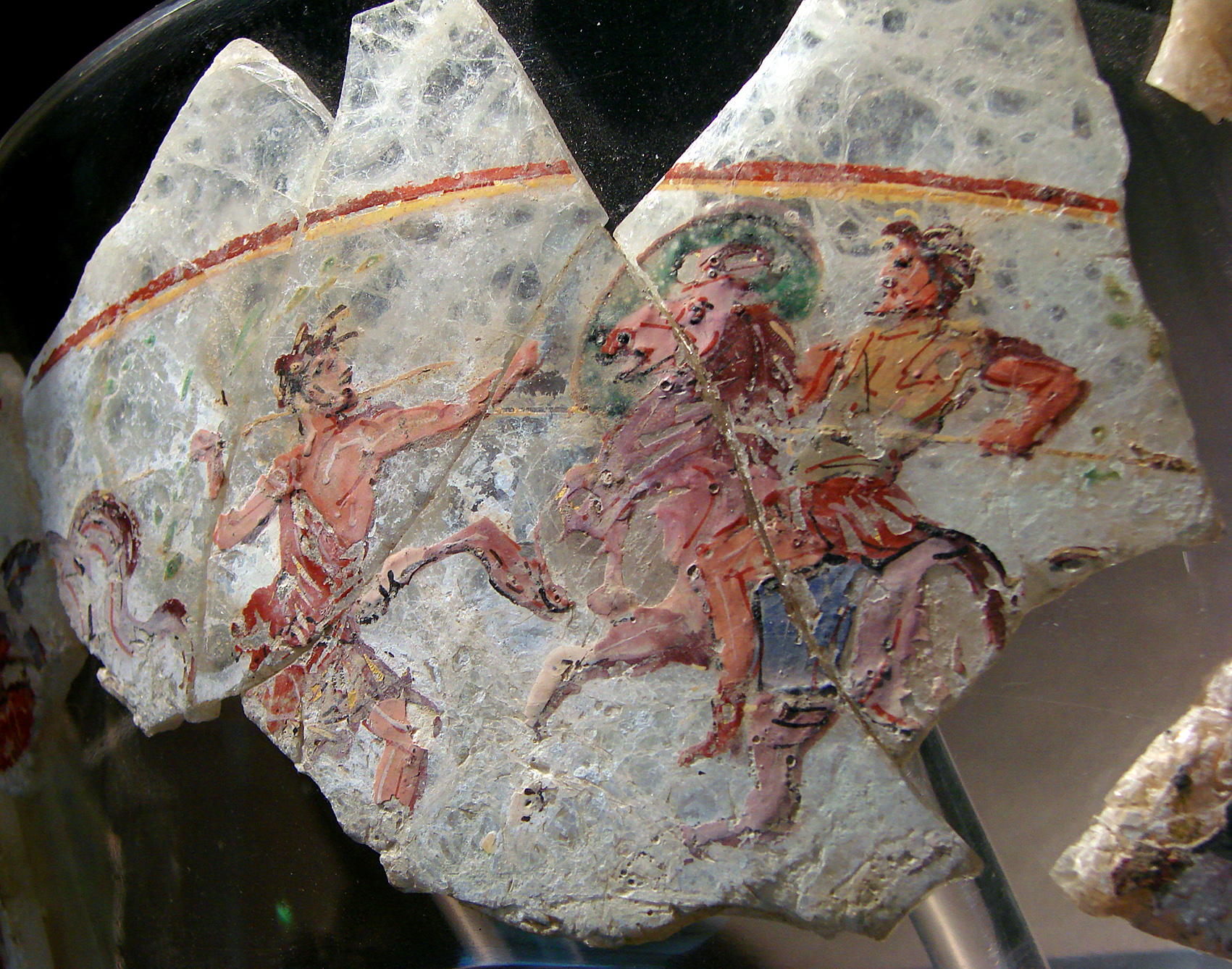
Begram Guimet
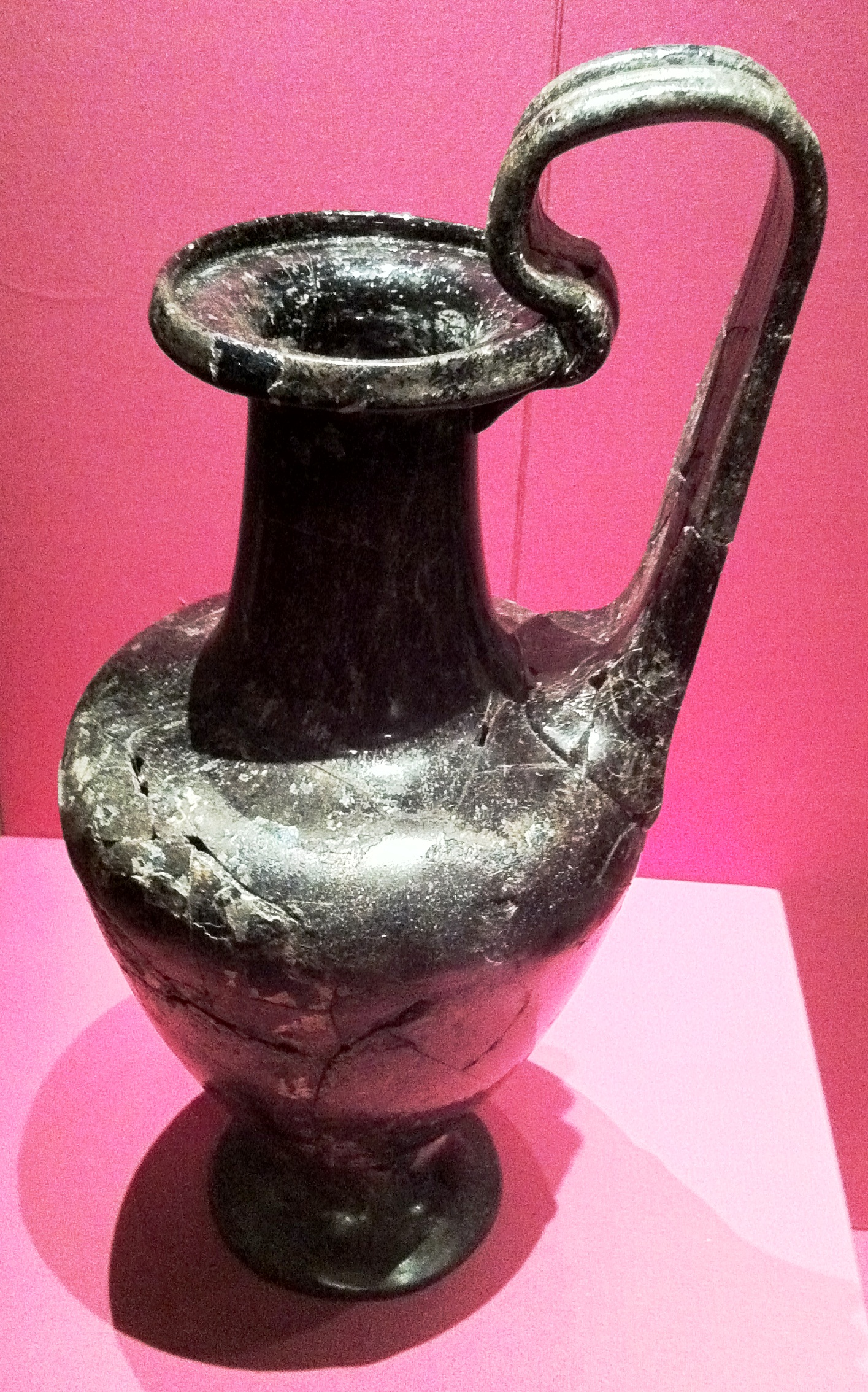
Begram Pitcher
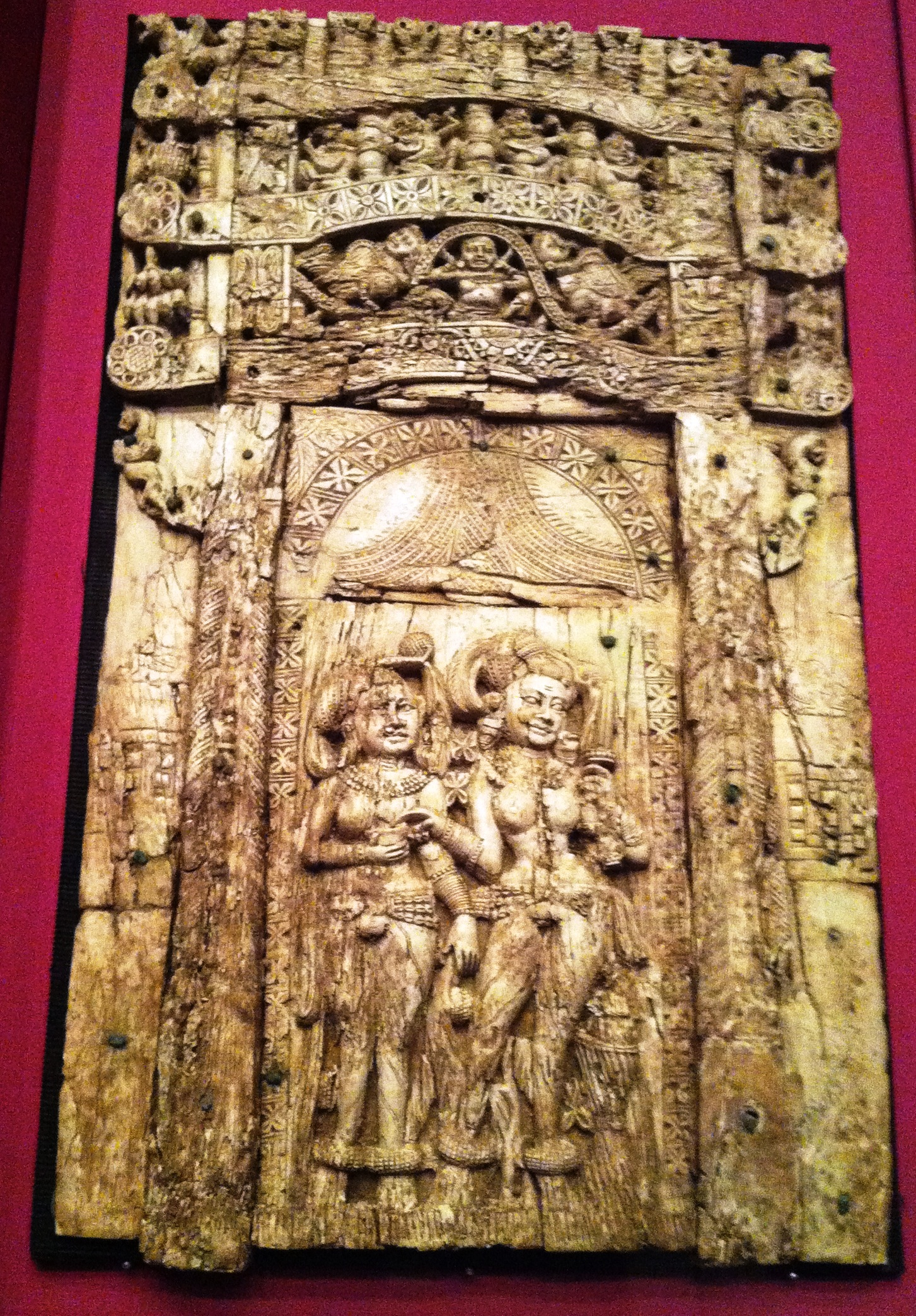
Begram Plaque
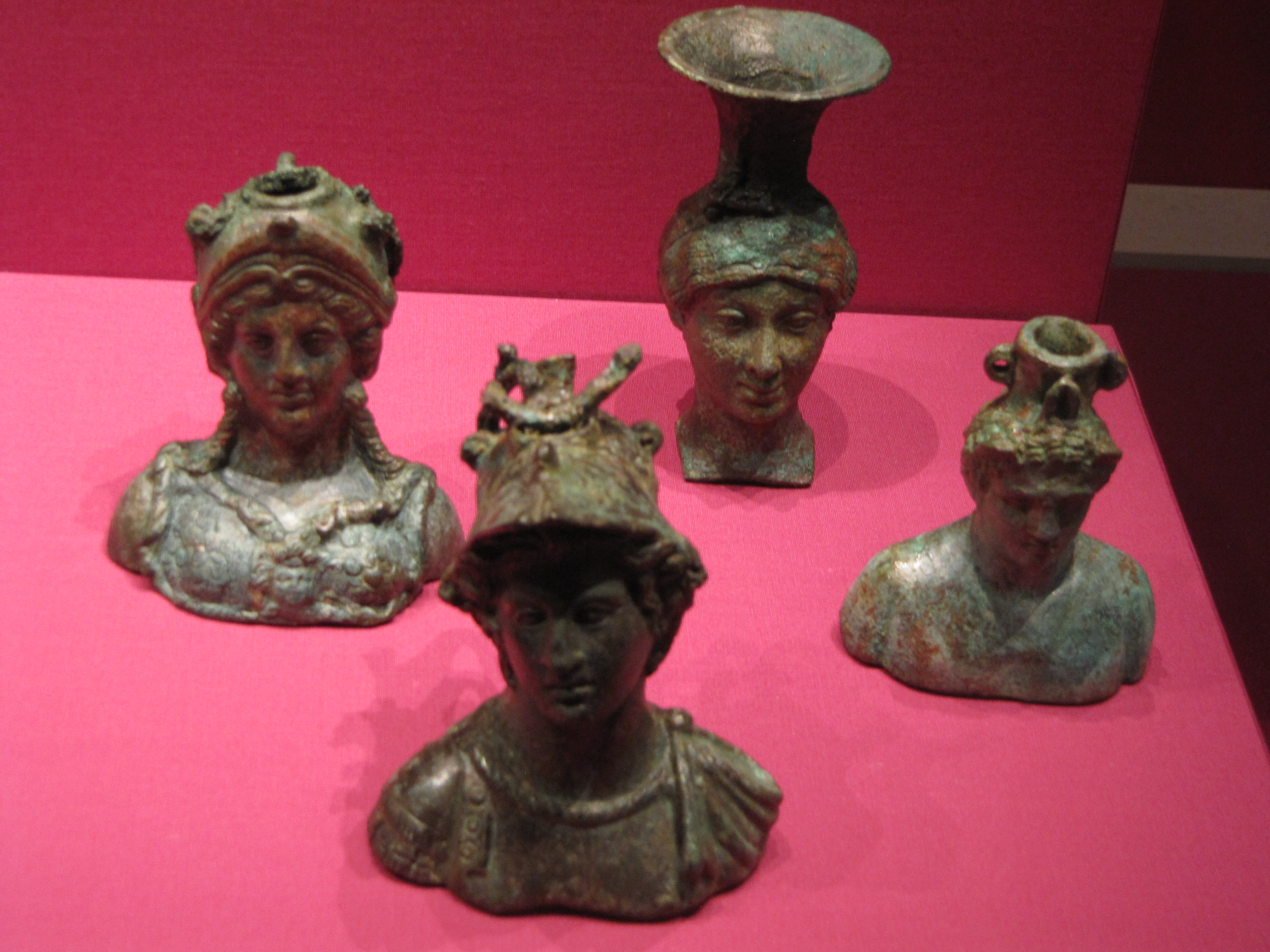
Begram Scales
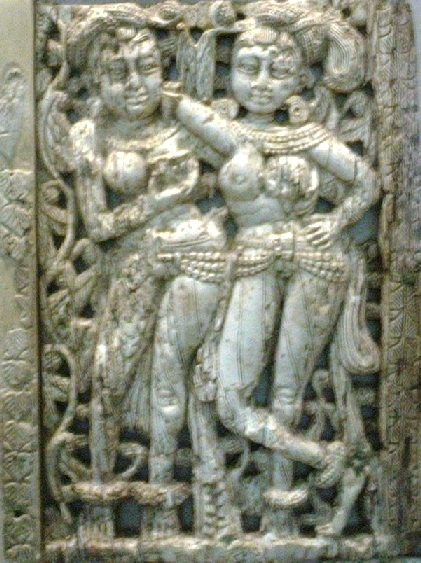
Begram Ivories
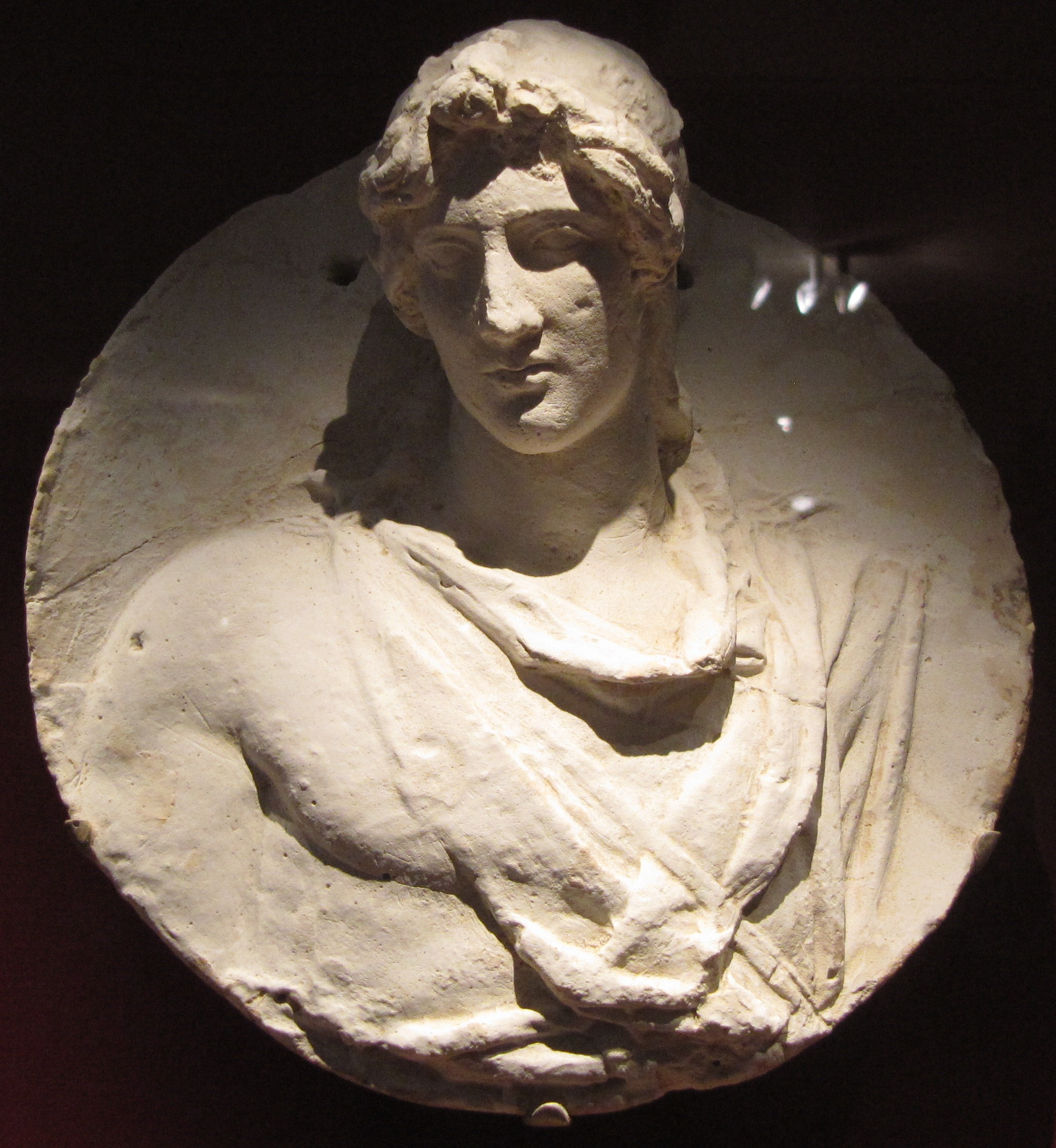
Begram Medallion
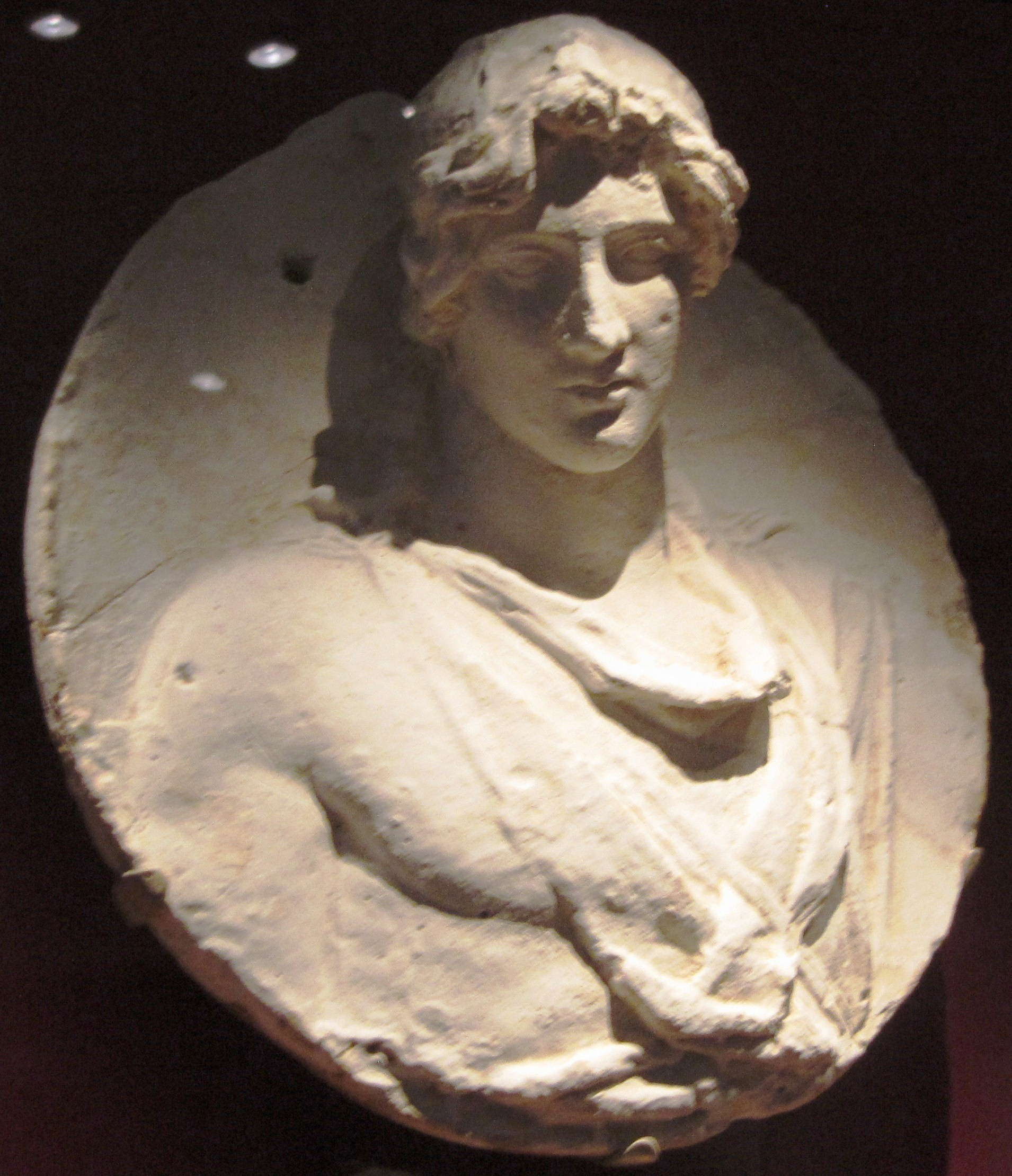
Begram Medallion
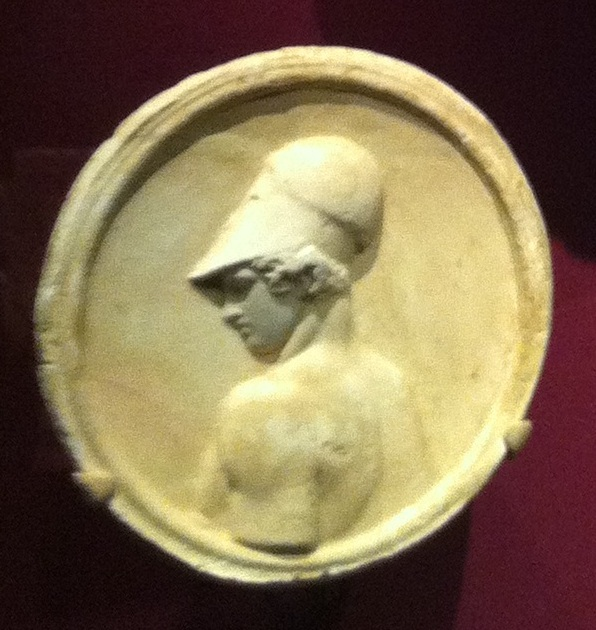
Begram Medallion
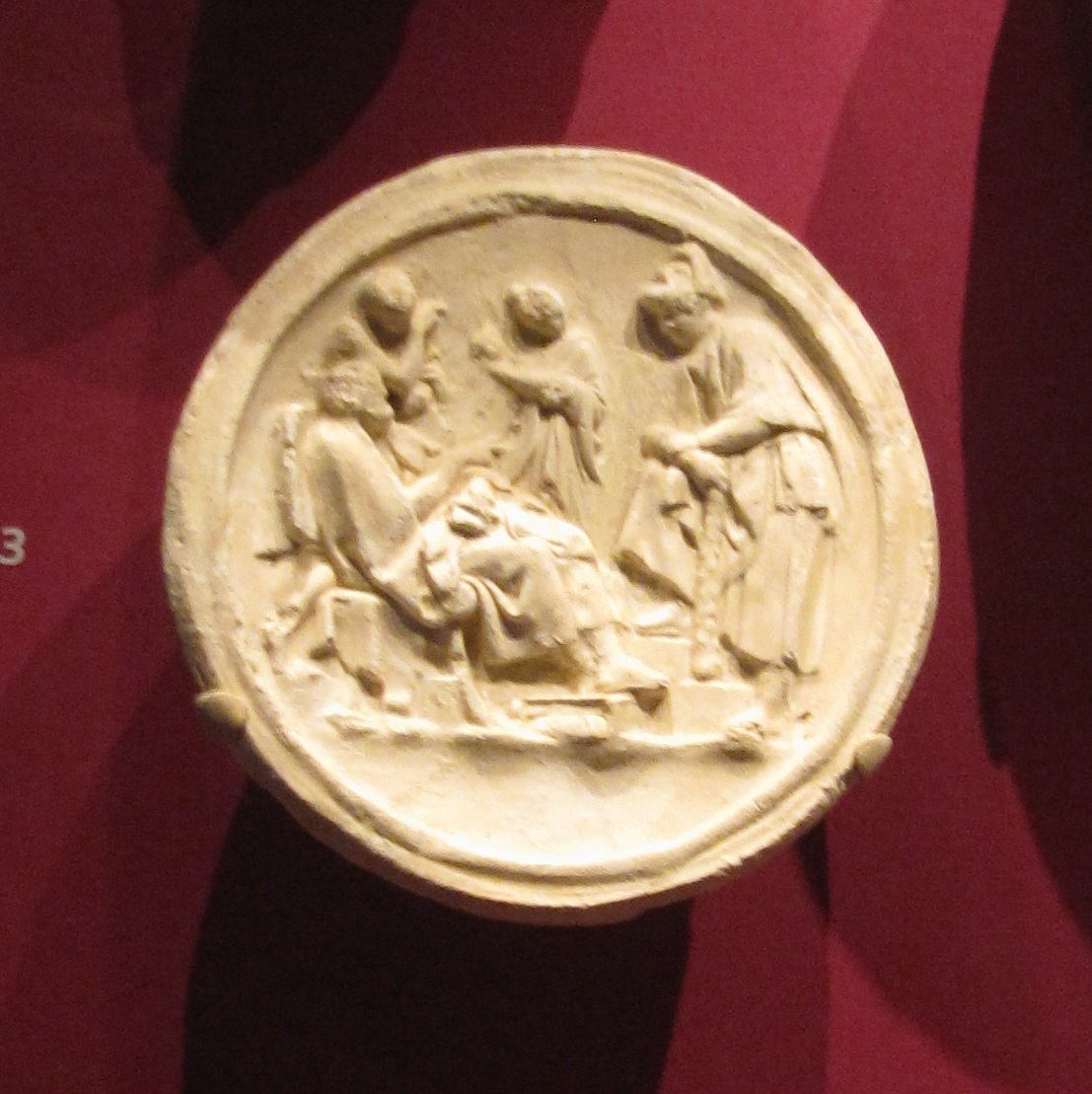
Begram Medallion
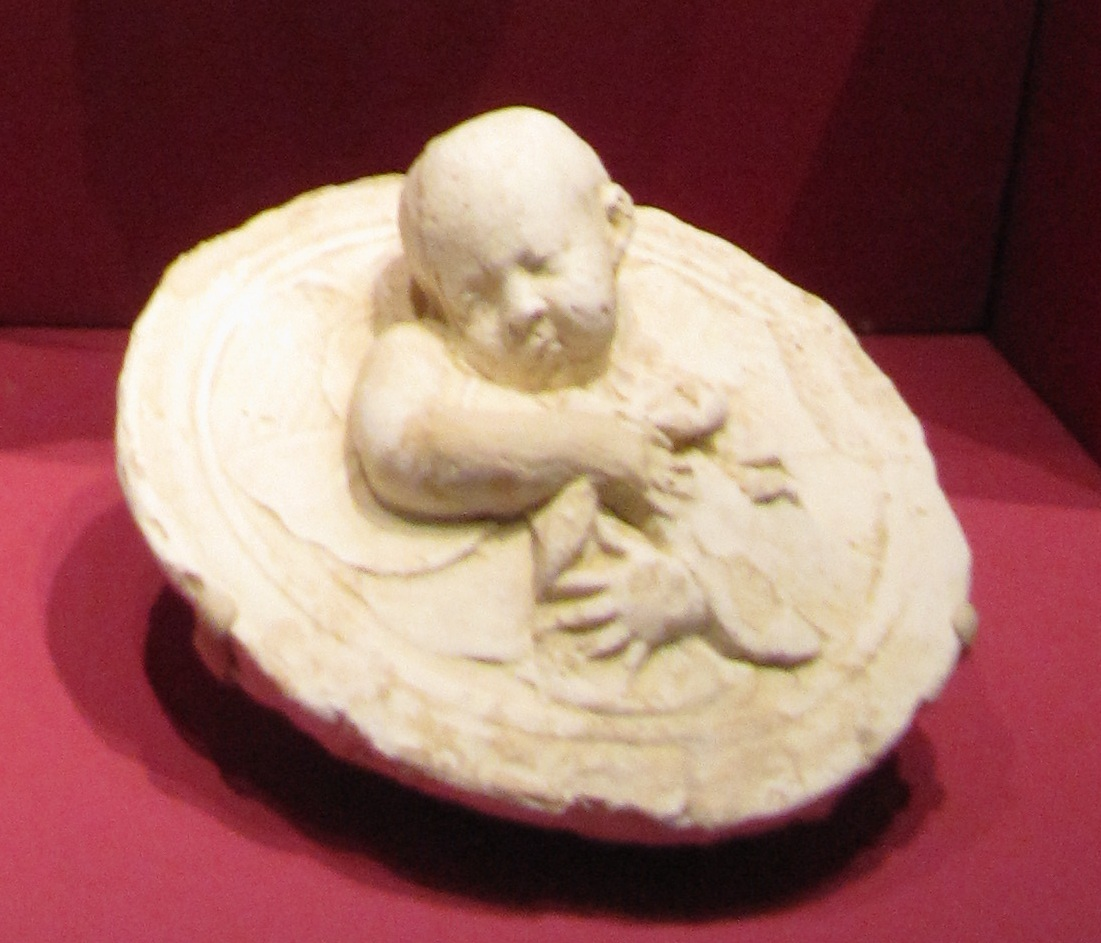
Begram Medallion
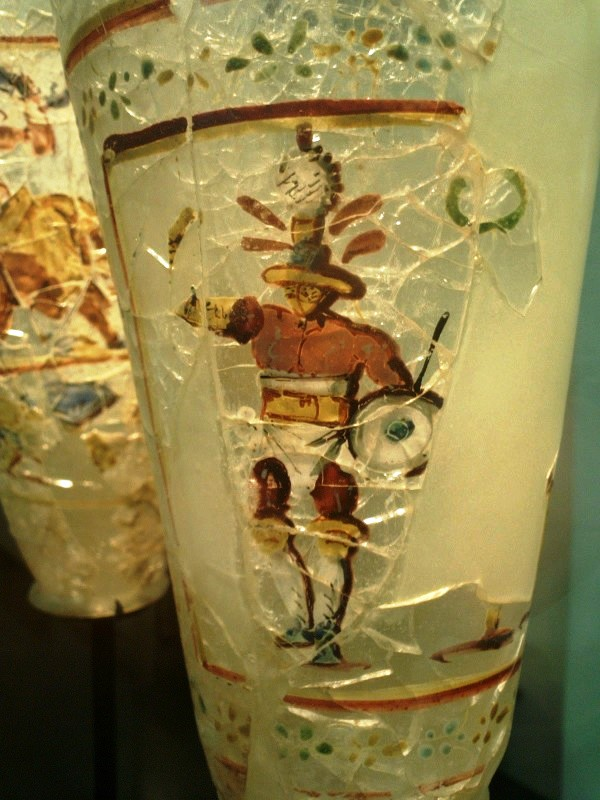
Begram Gladiator
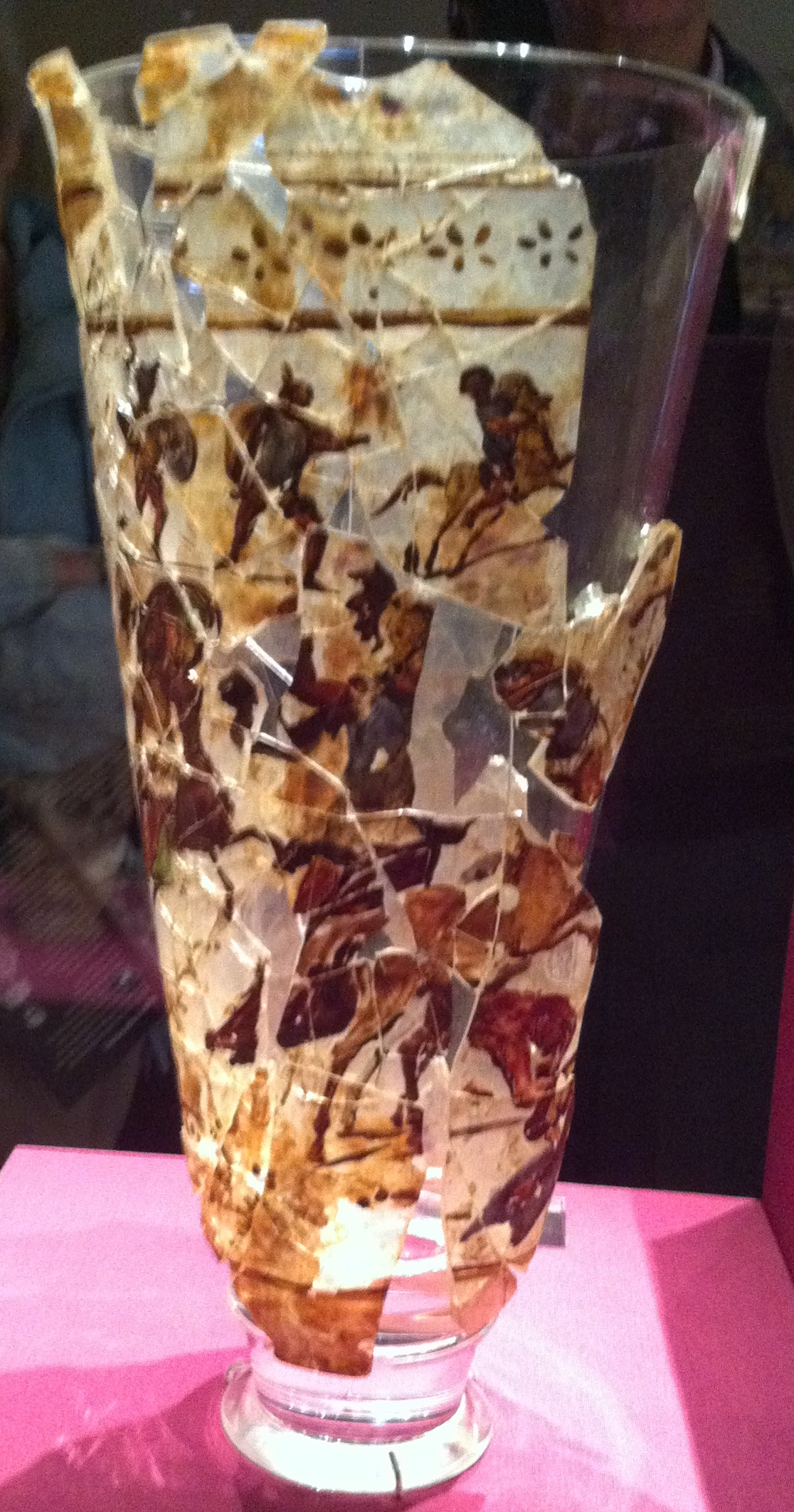
Begram Goblet
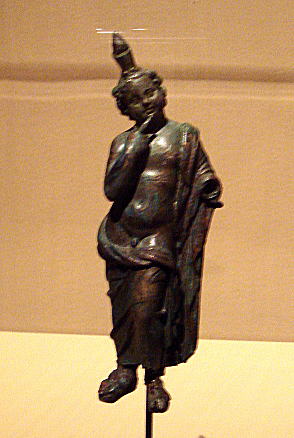
Begram Harpocrates
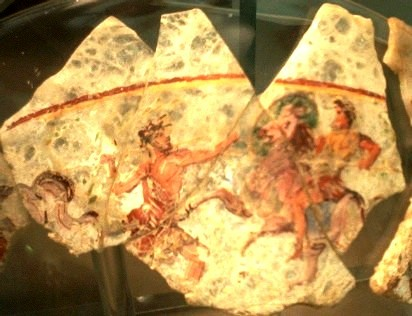